# Dmytro Chowbosza
Dmytro Wiktorowycz Chowbosza, ukr. Дмитро Вікторович Ховбоша (ur. 5 lutego 1989 w Miłowem, w obwodzie woroszyłowgradzkim) – ukraiński piłkarz, grający na pozycji obrońcy lub pomocnika.

## Kariera piłkarska

### Kariera klubowa
Wychowanek Wyższej Szkoły Kultury Fizycznej w Ługańsku, barwy której bronił w juniorskich mistrzostwach Ukrainy (DJuFL). 30 maja 2005 rozpoczął karierę piłkarską w drużynie Zorii Ługańsk. 30 czerwca 2011 został wypożyczony do Stali Ałczewsk. Latem 2012 przeszedł do klubu Naftowyk-Ukrnafta Ochtyrka. Na początku 2014 zasilił skład Szachtara Swerdłowśk. Latem 2014 przeniósł się do Stali Dnieprodzierżyńsk. Następnego lata został piłkarzem Kreminia Krzemieńczuk. 23 czerwca 2016 podpisał kontrakt z ormiańskim Alaszkertem Erywań. W lutym 2018 został wniesiony do listy piłkarzy Awanhardu Kramatorsk. 17 czerwca 2018 wrócił do Armenii, gdzie został piłkarzem Bananca Erywań. 27 marca 2019 podpisał kontrakt z Weresem Równe.

### Kariera reprezentacyjna
Występował w juniorskiej reprezentacji Ukrainy U-17.

## Sukcesy i odznaczenia

### Sukcesy klubowe
Alaszkert Erywań
- mistrz Armenii: 2017
- zdobywca Superpucharu Armenii: 2017